# Подростки. Первая любовь
«Подро́стки. Пе́рвая любо́вь» — мелодраматический художественный фильм-мюзикл режиссёра Святослава Подгаевского. Производством проекта занимались компании QS Films и FORZA FILM при поддержке телеканала СТС, HUMAN и Министерства культуры Российской Федерации.
9 августа 2024 года картина стала фильмом открытия XXXII Фестиваля российского кино «Окно в Европу» в Выборге. 
Фильм вышел в прокат 29 августа 2024 года. Телевизионная премьера фильма состоялась 22 февраля 2025 года на телеканале СТС.

## Сюжет
Музыкальная история о том, как летом 1995 года 17-летний подросток Олег Матвеев влюбляется в новенькую девушку в своём классе по имени Ольга, но никак не решается ей сам в этом признаться. Вместе с друзьями Диней и Тохой главный герой промышляет автомобильными кражами, чтобы заработать денег на подержанный автомобиль. Спасаясь от самого первого преследования, Олег случайно сталкивается с Ольгой, и между ними вспыхивает искра влюблённости. Вскоре Олег узнаёт о том, что каждый шаг Ольги контролирует её отец, выступающий категорически против их отношений, а в классе на возлюбленную положил глаз сын богатых родителей Пижон. Влюблённые подростки попробуют сохранить своё светлое чувство вопреки всем обстоятельствам.

## Актёры и роли

### В главных ролях
| Актёр               | Роль         |
| ------------------- | ------------ |
| Алексей Онежен      | Олег Матвеев |
| Александра Тихонова | Ольга        |

### В ролях
| Актёр             | Роль                                              |
| ----------------- | ------------------------------------------------- |
| Андрей Пархоменко | Диня друг Олега, брат Тохи                        |
| Григорий Столбов  | Тоха друг Олега, брат Дини                        |
| Елена Лядова      | Марина мать Олега                                 |
| Никита Кологривый | Лёша сожитель Марины                              |
| Денис Котельников | Андрей биологический отец Олега                   |
| Тимофей Трибунцев | Захарыч школьный учитель                          |
| Олег Савостюк     | Пижон (Сергей Логинов) одноклассник Олега и Ольги |
| Валерий Панков    | Вадим отец Ольги                                  |
| Антон Артемьев    | Дикий                                             |
| Мика Липман       | Заглот                                            |
| Евгений Кунцевич  | Панкуша                                           |
| Фотис Келепурис   | Слон                                              |
| Екатерина Кучма   | Танька                                            |
| Семён Литвинов    | Жлоб                                              |
| Вячеслав Паршин   | Жлоб                                              |
| Игорь Хрипунов    | дежурный                                          |
| Леонид Бичевин    | взрослый Олег Матвеев                             |

## Саундтрек
- Богдан Титомир — Делай как я
- Шура — Ты не верь слезам
- Андрей Губин — Мальчик-бродяга
- DJ Groove — Счастье есть
- Virus — Ты меня не ищи
- Руки Вверх — Чужие губы
- Михей и Джуманджи — Сука Любовь
- Иванушки International — Тополиный пух
- Total — Бьёт по глазам
- Рок-острова — Ничего не говори
- Найк Борзов — Верхом на звезде

## Производство
- Съёмки фильма под рабочим названием «Подростки»[4] проходили с августа 2023 года[5] по январь 2024 года[6].
- Премьера фильма изначально планировалась на 6 июня 2024 года[7], но была перенесена на 22 августа 2024 года, а после сдвинута на 29 августа 2024 года[8].
- Трейлер фильма вышел 2 июля 2024 года[9].
- 17 июля 2024 года было официально объявлено о том, что картина станет фильмом открытия XXXII Фестиваля российского кино «Окно в Европу» в Выборге[10][11].
- Специально к выходу фильма в прокат брендом аутентичной одежды SelSovet были выпущены джемпера «Первая любовь» коричневого и серого цвета[5].

## Мнения о фильме
Картина получила неоднозначные оценки критиков и журналистов.
- Юлия Шампорова, MovieStart:

Эта картина парадоксально сочетает в себе драматическую канву и жанрообразующие элементы «Вестсайдской истории» и быт и проблематику «Слова пацана», в финале преобразуясь в нечто, близкое по своей природе к «Ла-Ла Ленду».